# 横見廃寺跡

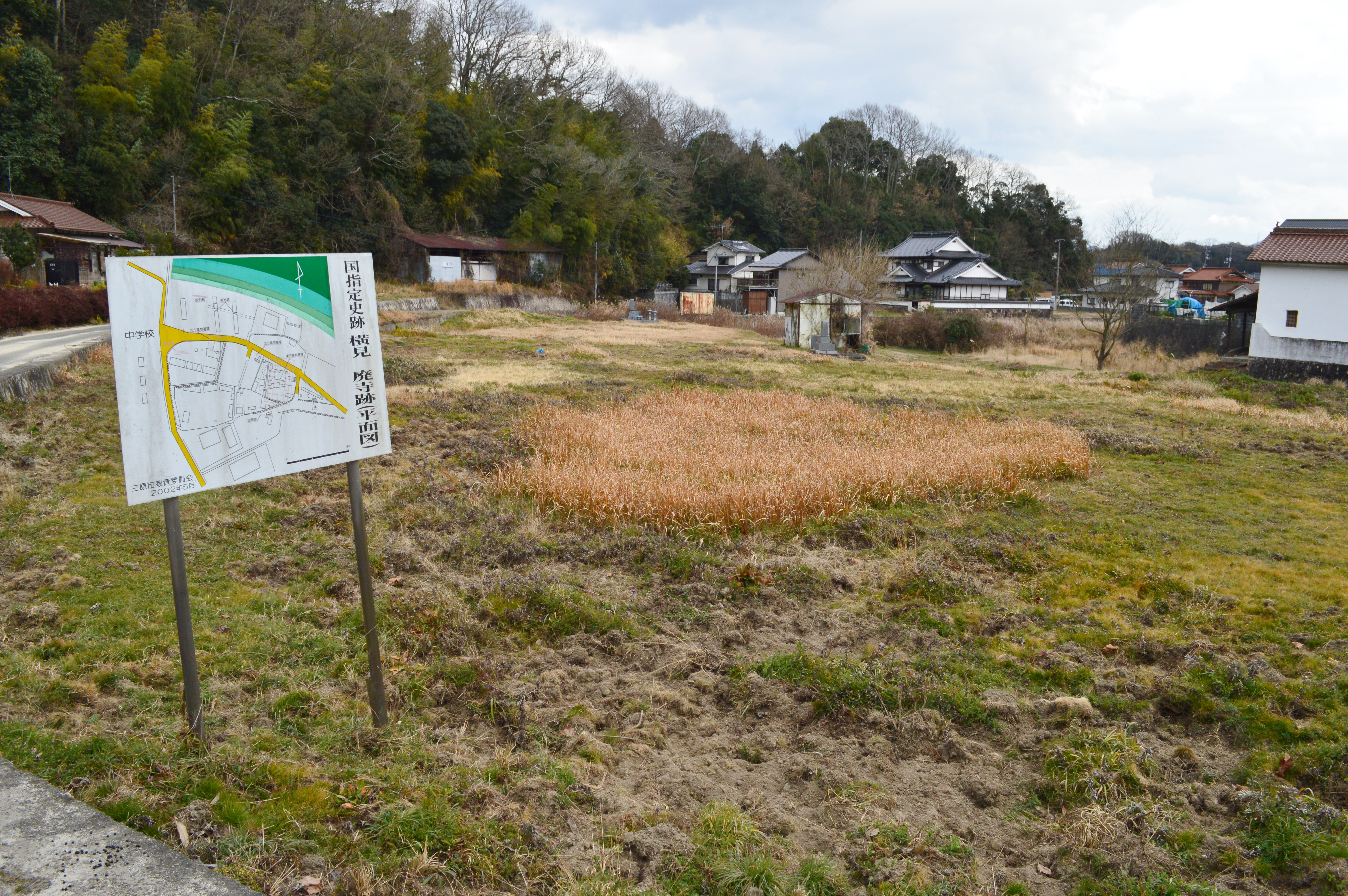
横見廃寺跡 説明板付近

横見廃寺跡（よこみはいじあと）は、広島県三原市本郷町下北方（しもきたがた）にある古代寺院跡。国の史跡に指定されている。

## 概要
広島県東部、沼田川支流の梨和川が沼田川に合流する地域の山麓に位置し、南側には旧山陽道が通る。「横見」の寺名は、「ヨコミ寺」があったという伝承への当て字とされる。1971-1973年度（昭和46-48年度）に広島県教育委員会による発掘調査が実施されている。
伽藍は西向きの特異なもので、全容は明らかでないが講堂・塔（または北金堂）が検出されている。発掘調査の結果から白鳳期創建の広島県内最古級の寺院とされ、奈良時代後半頃には廃絶したと見られる。周辺には梅木平古墳・御年代古墳が所在し、横見廃寺跡と併せて畿内ヤマト王権と当地の豪族との交流が示唆されており、一説には寺を営んだ豪族は沼田佐伯部を管掌する佐伯直に比定される。
寺域跡は1978年（昭和53年）に国の史跡に指定されている。

## 遺構

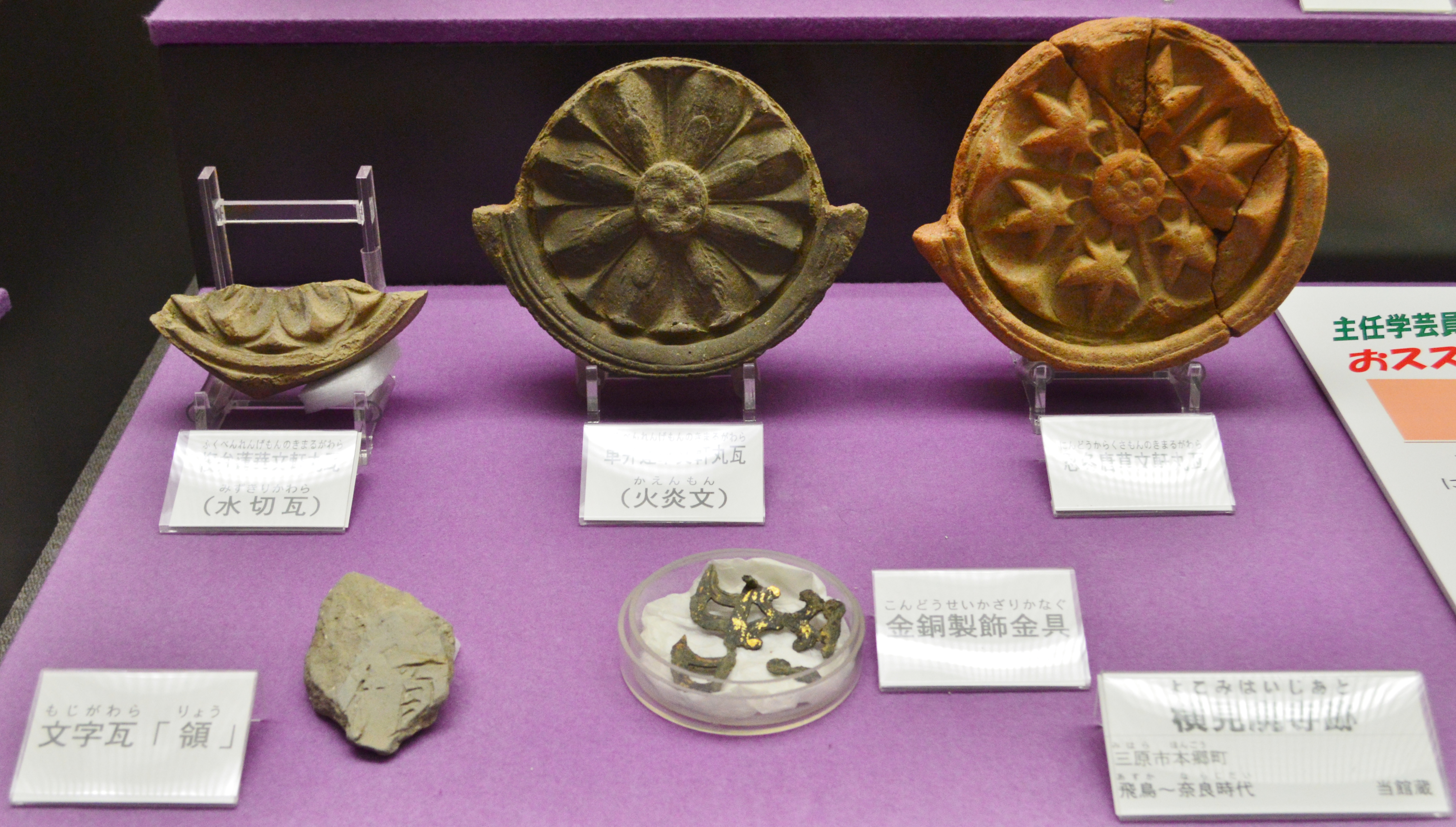
出土品
（広島県立歴史民俗資料館展示）

寺域は東西約100メートル・南北80メートル前後で、築地塀をもって区画する。西向きの伽藍配置で、主要伽藍として寺域東寄りに講堂、西寄りに塔（または北金堂）の遺構が認められる。遺構の詳細は次の通り。
塔
寺域西寄りに位置する。講堂の北西に位置し、北金堂とする説もある。遺構の詳細は明らかでない。
講堂
経典の講義・教説などを行う建物。寺域東寄りに位置する。基壇は東西19.2メートル・南北28.2メートルを測り、基壇化粧として基壇端に平瓦を立て並べる特異な様式をとる。基壇上の建物は桁行7間・梁行4間と推定され、25.5メートル×15.1メートルを測る。南辺には回廊が取り付き、南に延びたあと西折する。
寺域からの出土品としては、瓦のほか、須恵器、土師器、金銅製飾金具片、塔相輪破片などがある。軒丸瓦には単弁蓮華文（山田寺式の火炎文、檜隈寺跡出土例と類似）・忍冬唐草文（中宮寺出土例と類似）があり、畿内からの影響が認められる。
なお、寺跡の下層からは弥生時代終末期（3世紀前半頃）の多量の土器類が検出されている。

## 文化財

### 国の史跡
- 横見廃寺跡 - 1978年（昭和53年）5月22日指定[3]。

## 関連施設
- みよし風土記の丘ミュージアム（広島県立歴史民俗資料館）（三次市小田幸町） - 横見廃寺跡の出土品等を展示。

## 関連文献
（記事執筆に使用していない関連文献）
- 『安芸横見廃寺の調査1 -昭和46年度発堀調査報告-』広島県教育委員会、1972年。
- 『安芸横見廃寺の調査2 -昭和47年度発掘調査報告-』広島県教育委員会、1973年。
- 『安芸横見廃寺の調査3 -昭和48年度発掘調査報告-』広島県教育委員会、1974年。